# Kantatenentwurf BWV Anhang 2
Der Kantatenentwurf (BWV Anhang 2) ist eine verschollene geistliche Kantate von Johann Sebastian Bach, die er in Leipzig komponierte und wahrscheinlich am 23. Oktober 1729 dort am 19. Sonntag nach Trinitatis aufführte. Der Text ist nicht und die Musik nur in einer Skizze erhalten. Die Kantate ist in B-Dur verfasst.